# Bătălia de la Alamo
Bătălia de la Alamo (23 februarie – 6 martie 1836) a fost un eveniment-cheie în cadrul Revoluției Texane. După un asediu de 13 zile, soldații mexicani conduși de președintele general Antonio López de Santa Anna au lansat un asalt asupra Misiunii Alamo de lângă San Antonio de Béxar (astăzi, San Antonio, Texas). Toți apărătorii texani au fost uciși, cu excepția a doi. Cruzimea lui Santa Anna din timpul bătăliei i-a inspirat pe numeroși texani—atât coloniști din Texas cât și aventurieri din Statele Unite—să se alăture armatei texane. Mânați de dorința de răzbunare, texanii au reușit apoi să învingă armata mexicană în bătălia de la San Jacinto, în 21 aprilie 1836, punând capăt revoluției.
Cu câteva luni în urmă, texanii izgoniseră toate armatele mexicane din Texas. Aproximativ 100 de texani erau la acea vreme cantonați la Alamo. Numărul lor a crescut ușor după sosirea întăririlor conduse de comandanții James Bowie și William B. Travis. La 23 februarie, aproximativ 1500 de soldați mexicani au intrat în San Antonio de Béxar ca prim pas al campaniei de recucerire a Texasului. Timp de 12 zile, cele două armate s-au înfruntat în mai multe ciocniri soldate cu pierderi minime. Conștient că garnizoana nu va rezista unui atac al unei forțe atât de mari, Travis a scris mai multe scrisori prin care cerea mai mulți oameni și provizii, dar au sosit mai puțin de 100 de oameni.
La orele dimineții în ziua de 6 martie, armata mexicană a avansat înspre Alamo. După respingerea a două atacuri, texanii nu au mai reușit să reziste celui de al treilea. În timp ce soldații mexicani escaladau zidurile, majoritatea soldaților texani s-au retras în clădirile din interior. Cei care nu au reușit au fost uciși de cavaleria mexicană în timp ce încercau să fugă. Cinci, maxim șapte texani s-au predat și au fost executați pe loc. Majoritatea martorilor oculari au relatat între 182 și 257 de texani morți, în vreme ce majoritatea istoricilor estimează 400–600 de mexicani morți sau răniți. Mai mulți necombatanți au fost trimiși la Gonzales să răspândească vestea înfrângerii texanilor. Veștile au declanșat panica și armata texană, formată mai ales din coloniști, împreună cu noul guvern al Republicii Texas a fugit din calea armatei mexicane.
În Mexic, bătălia a fost umbrită de evenimentele Războiului Americano-Mexican din 1846–1848. În Texasul secolului al XIX-lea, complexul de la Alamo a devenit treptat din misiune loc memorial al bătăliei. Legislativul Texasului a achiziționat terenul și clădirile la începutul secolului al XX-lea și a transformat capela Alamo în monumentul oficial al Statului Texas. Alamo este astăzi „cea mai populară atracție turistică din Texas”. Alamo a fost subiectul numeroaselor lucrări istorice începând cu 1843. Majoritatea americanilor cunosc cel mai bine legendele răspândite de numeroase adaptări cinematografice și de televiziune, printre care se numără miniserialul Disney Davy Crockett și filmul lui John Wayne din 1960 The Alamo⁠(d).

## Context
Sub conducerea președintelui Antonio López de Santa Anna, guvernul mexican a început să se îndepărteze de modelul federalist. Politicile din ce în ce mai dictatoriale, printre care revocarea Constituției din 1824 la începutul lui 1835, i-au incitat pe mulți federaliști la revoltă. Regiunea de frontieră Texas era populată mai ales de imigranți din Statele Unite ale Americii. Aceștia erau obișnuiți cu o guvernare federală și cu drepturi personale numeroase, și și-au manifestat dezacordul cu tendințele centraliste ale Mexicului. Deja suspicioase din cauza tentativelor americane de achiziționare a Texasului, autoritățile mexicane au acuzat de frământările din Texas pe imigranții americani dintre care puțini depuseseră vreun efort de a se adapta la cultura mexicană.
În octombrie, texanii au atacat trupele mexicane în prima bătălie a Revoluției Texane. Hotărât să înăbușe rebeliunea, Santa Anna a început să adune o forță mare, Armata de Operațiuni din Texas, cu scopul de a restaura ordinea. Majoritatea soldaților săi erau simpli recruți, iar mulți dintre ei fuseseră recrutați cu forța.

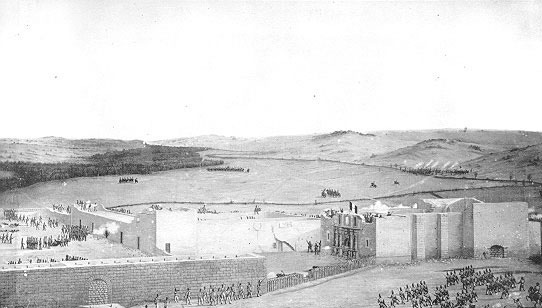
Căderea Alamoului, pictură de Theodore Gentilz din 1844, prezintă complexul Alamo dinspre sud. Barăcile de jos, capela, și palisadele de lemn care le legau sunt în față.

Texanii au învins sistematic armata mexicană deja existentă în Texas. Ultimul grup de soldați mexicani din regiune—sub comanda ginerelui lui Santa Anna, generalul Martín Perfecto de Cos⁠(d)—s-a predat la 9 decembrie după asediul Béxarului. În acest moment, armata texană era dominată de persoane venite recent în regiune, în primul rând aventurieri din Statele Unite. Numeroși coloniști texani, nepregătiți pentru o campanie îndelungată, se întorseseră la casele lor. Înfuriat de ceea ce el considera a fi imixtiune americană în treburile Mexicului, Santa Anna a avansat o rezoluție prin care străinii care luptau în Texas erau clasificați drept pirați. Rezoluția a avut ca efect interdicția de a lua prizonieri de război: la acea vreme, pirații capturați erau executați pe loc. Santa Anna a reiterat acest mesaj într-o scrisoare pe un ton dur adresată președintelui Statelor Unite Andrew Jackson. Această scrisoare nu a fost publicată, și probabil majoritatea recruților americani din armata texană nu știau că mexicanii nu vor lua prizonieri de război.
Când trupele mexicane au plecat din San Antonio de Béxar, soldații texani înființaseră o garnizoană la fosta misiune Alamo, un fost avanpost religios spaniol transformat într-un fort improvizat. Descris de Santa Anna ca „o fortificație neregulată nedemnă de acest nume”, Alamo fusese proiectată să reziste unui atac al triburilor băștinașe și nu unei armate echipate cu artilerie. Complexul ocupa o suprafață de 1,2 ha, având un perimetru de apărat de 400 m. O piațetă interioară se învecina spre est cu capela și spre sud cu o clădire fără etaje denumită Cazărmile Joase. O palisadă de lemn se întindea între cele două clădiri. Cazărmile Lungi, clădire cu etaj, se aflau la nord de capelă. În colțul nordic al peretelui de est se afla un țarc de vaci și unul de cai. Zidurile ce înconjurau complexul aveau o grosime de cel puțin 84 cm și o înălțime de 2,7–3,7 m.
Pentru a compensa lipsa gurilor de foc, inginerul texan Green B. Jameson a construit niște eșafodaje pentru a permite tragerea de focuri de armă peste zid; această metodă, însă, lăsa expusă partea superioară a corpului trăgătorilor. Forțele mexicane lăsaseră în urmă 19 tunuri, inclusiv unul de 8 kg, pe care Jameson le-a instalat de-a lungul zidurilor. El s-a lăudat comandantului texan Sam Houston că texanii pot să „bată 10 la 1 cu artileria”.
Garnizoana texană era însă prost aprovizionată și cu un număr mic de soldați, la 6 ianuarie 1836 rămânând sub 100 de soldați. Colonelul James C. Neill⁠(d), comandantul Alamoului, a scris guvernului provizoriu: „Dacă a fost vreodată vreun dolar aici, eu nu știu despre el”. Neill a cerut suplimentarea trupelor și proviziilor, arătând că garnizoana nu ar putea rezista unui asediu mai lung de patru zile. Guvernul texan era în pline frământări și nu a putut da ajutor. Patru persoane revendicau comanda întregii armate; la 14 ianuarie, Neill l-a abordat pe unul dintre aceștia, Sam Houston, cerându-i ajutor în strângerea de provizii, haine și muniții.

## Preludiul bătăliei

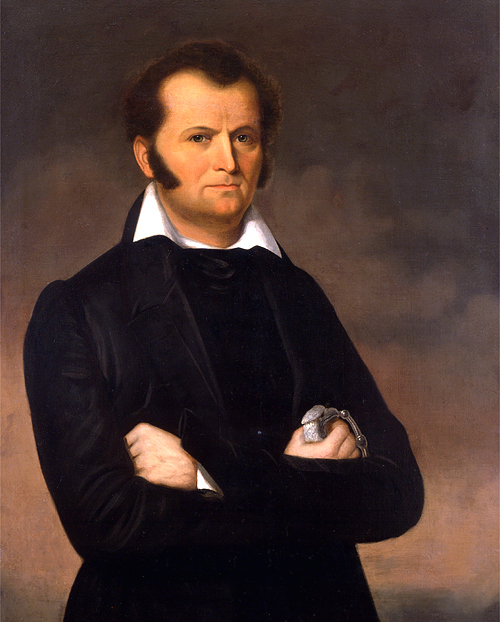
James Bowie a sosit la misiunea Alamo în ziua de 19 ianuarie cu ordin să distrugă complexul. El a ajuns în schimb comandant al garnizoanei.

Houston nu avea la dispoziție numărul necesar de oameni pentru o apărare reușită. El l-a trimis pe colonelul James Bowie cu 30 de oameni să scoată artileria din Alamo și să distrugă complexul. Bowie nu putea transporta artileria întrucât garnizoanei Alamo îi lipseau animalele de povară. Neill l-a convins pe Bowie că poziția avea importanță strategică. Într-o scrisoare adresată guvernatorului Henry Smith⁠(d), Bowie a arătat că „salvarea Texasului depinde în mare măsură de ținerea Bexarului departe de mâinile dușmanului. El servește ca pichet de frontieră, și dacă ar intra în posesia lui Santa Anna, nu mai există nicio fortăreață care să-i reziste în marșul său spre Sabine.” Scrisoarea lui Smith se încheia cu remarca: „Eu și colonelul Neill am luat solemna hotărâre că mai degrabă vom muri în aceste șanțuri decât să-l lăsăm inamicului.” Bowie a scris și guvernului provizoriu, cerând „oameni, bani, puști și praf de pușcă”. Au fost trimise foarte puține întăriri; ofițerul de cavalerie William B. Travis a sosit la Bexar cu 30 de oameni la 3 februarie. După cinci zile, a mai sosit un mic grup de voluntari între care se afla și Davy Crockett.
În ziua de 11 februarie, Neill a plecat din Alamo, probabil ca să recruteze întăriri și să adune provizii. El l-a lăsat la comandă pe Travis, ofițerul militar cu cel mai înalt grad din garnizoană. Mare parte din soldații prezenți erau voluntari care nu erau dispuși să-l accepte pe Travis drept conducător. În schimb, ei l-au ales pe Bowie, care avea o reputație de aprig luptător. Bowie a sărbătorit îmbătându-se și provocând scandal în Béxar. Pentru a ameliora impresia proastă făcută, el a acceptat să comande împreună cu Travis.

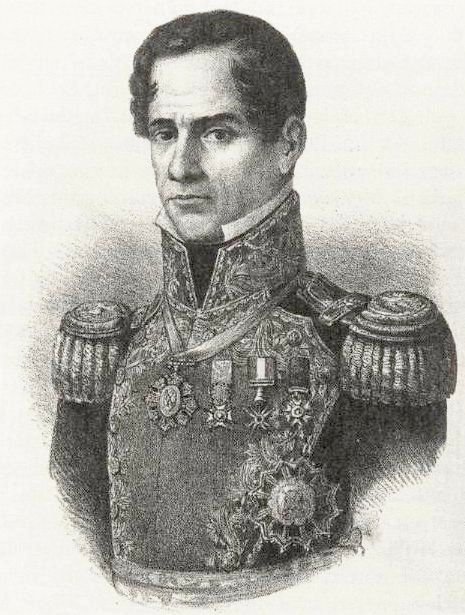
Generalul Antonio Lopez de Santa Anna a condus armata mexicană în Texas în 1836.

În vreme ce texanii aveau probleme cu găsirea de oameni și provizii, Santa Anna a continuat să adune soldați la San Luis Potosi; la sfârșitul lui 1835 armata sa număra 6.019 de soldați. În loc să avanseze de-a lungul coastei, unde se puteau aduce cu ușurință provizii și întăriri pe mare, Santa Anna a manevrat trupele înspre interiorul continentului, spre Béxar, centrul politic al Texasului și locul înfrângerii lui Cos. Armata a început marșul spre nord la sfârșitul lui decembrie. Ofițerii s-au folosit de lunga călătorie pentru a-și instrui trupele. Mulți dintre noii recruți nu știau să utilizeze cătarea puștii și refuzau să tragă de la umăr din cauza reculului puternic.
Avansul era lent. Nu erau suficienți catâri pentru transportul proviziilor, și mulți dintre căruțași, toți civili, au plecat când li s-a întârziat plata. Numărul mare de Soldaderas⁠(d)–femei și copii care însoțeau armata–consuma rapid proviziile deja insuficiente. Soldații au început să primească rații reduse. La 12 februarie, ei au trecut Rio Grande. Temperaturile din Texas au atins minime record, iar în 13 februarie au căzut 38–41 cm de zăpadă. Hipotermia, dizenteria și raidurile indienilor Comanche au răpit multe vieți de soldați mexicani.
La 21 februarie, Santa Anna și avangarda sa au ajuns pe malurile râului Medina, la 40 km de Béxar. Neștiind cât de aproape este armata mexicană majoritatea garnizoanei din Alamo s-a alăturat localnicilor din Béxar la o fiesta. Aflând de planurile de sărbătoare, Santa Anna a ordonat generalului Joaquín Ramírez y Sesma⁠(d) să ocupe imediat Alamoul neapărat, dar a început să plouă puternic și raidul a fost amânat.

## Asediul

### Împresurarea
La primele ore ale zilei de 23 februarie, localnicii au început să fugă din Béxar, de teama iminentei sosiri a armatei mexicane. Deși rapoartele nu l-au convins, Travis a pus un soldat în clopotnița bisericii San Fernando—cel mai înalt punct din oraș—pentru a urmări semne ale unei armate inamice. După câteva ore, iscoadele texane au raportat prezența armatelor mexicane la 2,4 km în afara orașului. Se făcuseră puține pregătiri pentru un eventual asediu. Un grup de texani au dus vite în Alamo, în timp ce alții au căutat hrană în casele recent abandonate. Câțiva membri ai garnizoanei care locuiau în oraș și-au adus familiile cu ei în Alamo. Printre aceștia erau Almaron Dickinson⁠(d), care a venit cu soția sa Susanna⁠(d) și fata nou-născută Angelina, Bowie, care era însoțit de verii soției sale decedate, Gertrudis Navarro și Juana Navarro Alsbury⁠(d), împreună cu fiul cel mic al lui Alsbury, și Gregorio Esparza, a cărui familie a ieșit pe fereastra capelei Alamo după sosirea armatei mexicane. Alți membri ai garnizoanei nu s-au mai prezentat la post; mulți dintre cei care lucrau în afara Béxarului nu au încercat să se strecoare printre liniile mexicane.
Spre seară, Béxarul era ocupat de circa 1500 de soldați mexicani. Când armata mexicană a ridicat un steag roșu care însemna că nu e dispusă să ia prizonieri, Travis a răspuns cu o salvă trasă din cel mai mare tun din Alamo. Considerând că Travis s-a pripit, Bowie l-a trimis pe Jameson să se întâlnească cu Santa Anna. Travis s-a supărat că Bowie a acționat unilateral și și-a trimis și el un reprezentant. Ambii emisari s-au întâlnit cu colonelul Juan Almonte⁠(d) și cu José Bartres. Conform relatărilor lui Almonte, texanii au cerut o capitulare onorabilă, dar au fost informați că nu se acceptă decât capitularea necondiționată. Aflând aceasta, Bowie și Travis au căzut de acord să tragă din nou o salvă de tun.

### Ciocniri
Prima noapte de asediu a fost relativ liniștită. În următoarele zile, soldații mexicani au organizat baterii de artilerie, la început la 300 m de zidurile de sud și est ale Alamoului. O a treia baterie a fost plasată la sud-est de fort. În fiecare noapte, bateriile s-au apropiat încet-încet de zidurile misiunii. În prima săptămână de asediu, peste 200 de ghiulele mexicane au căzut în piațeta din Alamo. La început, texanii au răspuns focului de artilerie al mexicanilor, adesea reutilizând ghiulelele acestora. La 26 februarie, Travis a ordonat artileriei să economisească ghiulele și praf de pușcă.
Două evenimente importante au avut loc miercuri, 24 februarie. În acea zi, Bowie a leșinat, fiind bolnav, lăsându-l pe Travis singur comandant al garnizoanei. Spre seară, o iscoadă mexicană a devenit prima victimă a asediului. A doua zi dimineața, 200–300 de soldați mexicani au traversat râul San Antonio și s-au adăpostit în colibele abandonate de lângă zidurile Alamoului. Câțiva texani au ieșit să ardă colibele, fiind acoperiți de tirul celor din interior. După o ciocnire de două ore, mexicanii s-au retras la Béxar. Doi soldați mexicani au murit și patru au fost răniți. Texanii nu au suferit pierderi.
La 25 februarie, a venit un val de frig, temperatura coborând până la 4 °C. Niciuna din armate nu era pregătită pentru asemenea frig. Texanii au încercat să adune lemne de foc, dar au fost îndepărtați de mexicani. În seara de 26 februarie, colonelul Juan Bringas a atacat câțiva texani care dădeau foc la niște colibe. Conform istoricului J.R. Edmondson, un texan a murit.

### Întăriri
Santa Anna a postat o companie la est de Alamo, pe drumul spre Gonzales. Almonte și 800 de dragoni se aflau de-a lungul drumului spre Goliad⁠(d). Pe timpul asediului, aceste orașe primiseră numeroși curieri trimiși de Travis pentru a cere întăriri și provizii. Cea mai celebră misivă a sa, scrisă în 24 februarie, era adresată către poporul Texasului și către toți americanii din lume. Istoricul Mary Deborah Petite afirmă că scrisoarea este „considerată de mulți o capodoperă a patriotismului american”. Copii ale scrisorii au fost distribuite în tot Texasul și retipărite în Statele Unite și în Europa.
În timp ce zvonul asediului s-a răspândit prin Texas, s-au adunat potențiale întăriri în Gonzales. Aceștia sperau să facă joncțiunea cu colonelul James Fannin⁠(d), care urma să sosească de la Goliad cu garnizoana sa. La 26 februarie, după mai multe zile de ezitări, Fannin a trimis 320 de oameni, 4 tunuri și mai multe care cu provizii în marș spre Alamo, la 140 km distanță. Acest grup a avansat doar 1,5 km înainte de a face cale întoarsă. Fannin și-a acuzat ofițerii pentru retragere; aceștia, împreună cu soldații lor, l-au acuzat pe Fannin de renunțarea la misiune.

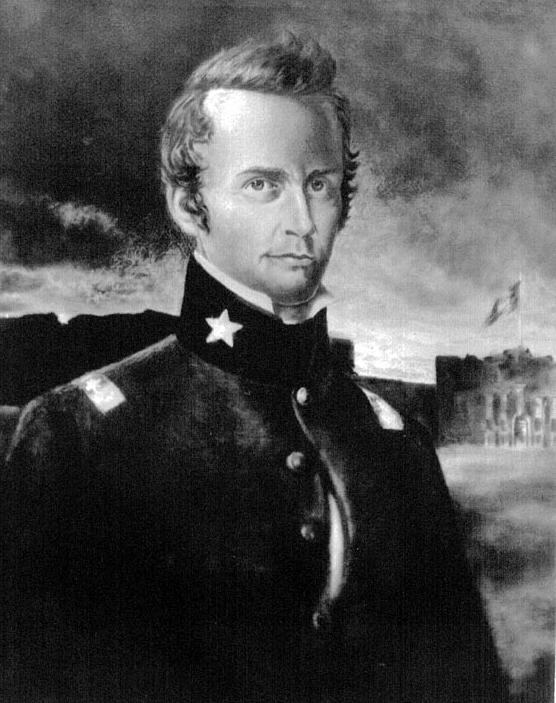
William B. Travis a rămas singur comandant al texanilor din Alamo la 24 februarie.

Texanii adunați în Gonzales nu știau de întoarcerea lui Fannin la Goliad, și majoritatea au continuat să aștepte. La 27 februarie, Travis i-a cerut lui Samuel G. Bastian să meargă la Gonzales „să grăbească întăririle”. Conform istoricului Thomas Ricks Lindley, Bastian a întâlnit un grup de gonzaleseni care nu mai aveau răbdare să-l aștepte pe Fannin. O patrulă mexicană a atacat, împrăștiind pe patru dintre ei, inclusiv pe Bastian. Pe întuneric, texanii au tras în restul de 32 de oameni, despre care credeau că sunt soldați mexicani. Un om a fost rănit, iar din înjurăturile lui în engleză, apărătorii și-au dat seama că sunt de-ai lor și au deschis porțile.
La 3 martie, texanii au văzut de pe ziduri cum în jur de 1.000 de soldați mexicani în uniformă de gală au intrat în Béxar. Armata mexicană a sărbătorit zgomotos toată după-amiaza sosirea întăririlor și vestea că soldații conduși de generalul José de Urrea⁠(d) l-au învins pe colonelul texan Frank W. Johnson⁠(d) în bătălia de la San Patricio în 27 februarie. Majoritatea texanilor din Alamo credeau că Sesma era cel care conducea forțele mexicane de asediu și că acum se sărbătorea sosirea lui Santa Anna. Întăririle au ridicat numărul soldaților mexicani din Bexar la aproape 2.400.
Sosirea întăririlor mexicane l-a determinat pe Travis să trimită trei oameni, printre care și Davy Crockett, în căutarea armatei lui Fannin, pe care o credea pe drum. Iscoadele au descoperit un grup mare de texani într-o tabără la 32 km de Alamo. Cercetările lui Lindley au indicat că până la 50 dintre aceștia sosiseră de la Goliad după abandonarea de către Fannin a misiunii de salvare. Ceilalți plecaseră din Gonzales cu mai multe zile în urmă. Înainte de răsărit, în ziua de 4 martie, o parte a acestei forțe a rupt liniile mexicane și a intrat în Alamo. Soldații mexicani au gonit un al doilea grup peste prerie.

### Pregătirile de asalt
La 4 martie, ziua de după sosirea întăririlor, Santa Anna a propused asaltul Alamoului. Mulți dintre ofițerii superiori au recomandat să se aștepte sosirea a două tunuri cu proiectile de 5 kg care urma să sosească pe 7 martie. În acea seară, o localnică, probabil verișoara prin alianță a lui Bowie Juana Navarro Alsbury⁠(d), l-a abordat pe Santa Anna pentru a negocia capitularea apărătorilor Alamoului. Această vizită i-a sporit, se pare, nerăbdarea lui Santa Anna; istoricul Timothy Todish nota: „n-ar fi fost cine știe ce glorie într-o victorie fără vărsare de sânge”. A doua zi dimineața, Santa Anna a anunțat ofițerii că asaltul va avea loc în zorii zilei de 6 martie. Santa Anna a aranjat ca soldații din Béxar să nu fie trimiși în primele linii, ca să nu fie obligați să lupte împotriva rudelor lor.
Conform legendei, în ziua de 5 martie, la un moment dat, Travis și-a adunat oamenii și le-a explicat că atacul este iminent, și că armata mexicană va învinge. Se spune că a trasat o linie în nisip și le-a cerut celor dispuși să moară pentru cauza texană să o treacă și să i se alăture; se zice că doar un om a refuzat. Povestea aceasta este ignorată de mulți istorici. Ultimul texan despre care se știe că a plecat din Alamo a fost James Allen, un curier care a transmis mesaje personale din partea lui Travis și a mai multor oameni ai săi în ziua de 5 martie.

## Asaltul final

### Luptele din exterior
| Comandant           | Soldați                | Echipament                 |
| ------------------- | ---------------------- | -------------------------- |
| Cos⁠(d)              | 350                    | 10 scări 2 răngi 2 topoare |
| Duque/Castrillón⁠(d) | 400                    | 10 scări                   |
| Romero              | 400                    | 6 scări                    |
| Morales             | 125                    | 2 scări                    |
| Santa Anna          | 400 de soldați rezervă |                            |

La 10 p.m. în ziua de 5 martie, artileria mexicană a încetat bombardamentul. Așa cum anticipa Santa Anna, texanii extenuați au adormit pentru prima oară de la începutul asediului și nu au mai fost întrerupți. Imediat după miezul nopții, mexicanii au început să se pregătească pentru asaltul final. Armata a fost împărțită în patru coloane, comandate respectiv de Cos, colonelul Francisco Duque, colonelul José María Romero și colonelul Juan Morales. Veteranii au fost poziționați în afara coloanelor pentru a controla mai bine pe noii recruți din centru. Ca măsură de precauție, 500 de cavaleriști mexicani au fost poziționați în jurul Alamoului pentru a preveni fuga texanilor sau a vreunui soldat mexican. Santa Anna a rămas în tabără cu 400 de soldați, trupe de rezervă. În ciuda frigului puternic, soldații au primit ordin să nu poarte mantale, care le-ar fi stânjenit mișcările. Luna era acoperită de nori, iar mișcările de trupe au fost astfel camuflate.
La 5:30 a.m. trupele au înaintat în liniște. Cos și ai săi s-au apropiat de colțul nord-vestic al Alamoului, în timp ce Duque și-a condus trupele din nord-vest spre o breșă din zidul nordic al misiunii. Coloana comandată de Romero s-a îndreptat spre zidul de est, iar cea a lui Morales spre parapetul jos de lângă capelă.
Cele trei sentinele texane aflate în afara zidurilor au fost ucise în somn, iar soldații mexicani au putut astfel să se apropie neobservați de zidurile misiunii până când acestea au ajuns în raza de acțiune a muschetelor lor. În acest moment, liniștea a fost ruptă cu strigăte de „¡Viva Santa Anna!” și de sunetul goarnelor. Texanii s-au trezit. Majoritatea necombatanților s-au strâns și s-au refugiat în sacristia bisericii. Travis a sărit la post strigând: „Haideți, băieți, mexicanii vin peste noi; să le dăm!” și, spre un grup de Tejanos, "¡No rendirse, muchachos!" („Nu vă predați, băieți!”).

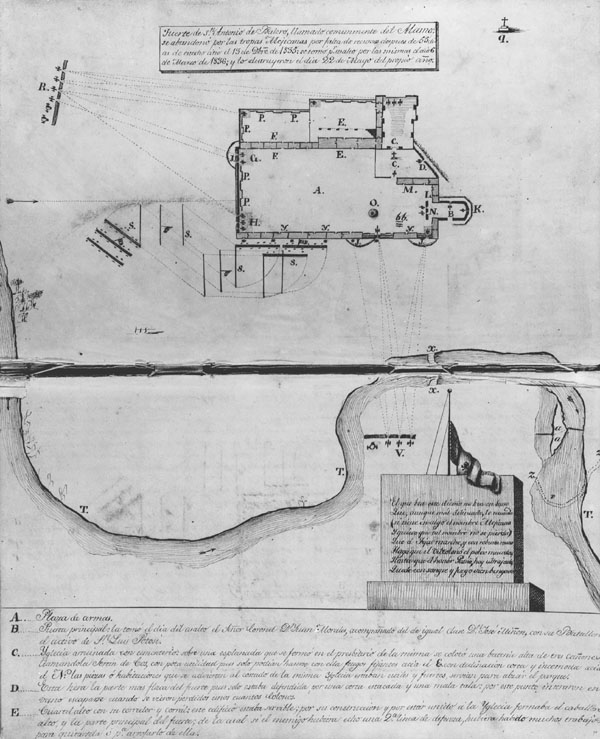
Acest plan al misiunii Alamo a fost întocmit de José Juan Sánchez-Navarro în 1836. Locurile marcate cu R și V reprezintă tunurile mexicane; poziția S indică forțele lui Cos.

În momentele inițiale ale asaltului, mexicanii erau în dezavantaj. Formația pe coloane a permis doar rândurilor frontale de soldați să tragă direct. Neînțelegând pericolele, recruții nepregătiți din spate „au tras orbește”, rănind sau omorând pe soldații din fața lor. Concentrația mare de trupe a constituit ținte optime pentru artileria texană. În lipsă de mitralii, texanii își umpleau proiectilele de tun cu orice fel de metal găseau, inclusiv balamale de lanț de câine, cuie, potcoave rupte în bucăți, transformând tunurile în uriașe puști cu alice. Conform jurnalului lui José Enrique de la Peña⁠(d), „o singură salvă de tun a neutralizat jumătate din compania de vânători din Toluca”. Duque a căzut de pe cal după ce a suferit o rană la coapsă și era să fie călcat în picioare de propriii soldați. Generalul Manuel Castrillón⁠(d) a preluat imediat comanda coloanei lui Duque.
Deși unii dintre soldații mexicani din primele rânduri șovăiau, cei din spate îi împingeau înainte. Aceștia s-au masat în preajma zidurilor și texanii au fost obligați să se aplece peste zid ca să tragă în ei, ceea ce i-a expus focului mexicanilor. Travis a fost una din primele victime, fiind împușcat în timp ce trăgea în soldații de sub el. Puține din scările mexicanilor au putut fi urcate pe ziduri. Puținii soldați capabili să urce scările au fost uciși sau împinși înapoi imediat. După ce își descărcau armele, texanii aveau dificultăți să le reîncarce în timp util pentru a-i împiedica pe mexicani să escaladeze zidurile.
Mexicanii s-au retras și s-au regrupat, dar și al doilea atac a fost respins. La cincisprezece minute de la începutul bătăliei, au atacat pentru a treia oară. În timpul celui de-al treilea atac, coloana lui Romero, îndreptată spre zidul de est, a fost expusă focului de artilerie și s-a deplasat spre nord, amestecându-se cu cea de-a doua. Coloana lui Cos, sub tirul texanilor de pe zidul de est, s-a deplasat și ea spre nord. Când a văzut Santa Anna că grosul armatei sale se masează pe zidul de nord, s-a temut de dezordine; atunci, el și-a trimis trupele de rezervă în aceeași zonă. Soldații mexicani cei mai apropiați de zidul de nord au realizat că zidul improvizat este plin de găuri. Unul dintre primii care au escaldat zidul de 3,7 m a fost generalul Juan Amador; la chemarea sa, soldații lui au început să urce zidul. Amador a deschis ușa din spate de pe zidul de nord, permițând mexicanilor să pătrundă în complex. Alții au urcat prin gurile de foc din zidul de vest, mai slab apărat. Când texanii au abandonat zidul nordic și capătul nordic al zidului de vest, tunarii texani de la capătul de sud al misiunii și-au îndreptat tunurile spre nord și au tras în soldații mexicani ce avansau. Capătul sudic al misiunii a rămas astfel neapărat; în câteva minute, soldații mexicani au escaladat zidurile și au ucis tunarii, capturând tunul cu proiectile de 8 kg. Oamenii lui Romero au ocupat zidul estic al complexului și intrau și ei prin țarcul de vite.

### Luptele din interior
Așa cum se plănuise de la început, texanii s-au retras spre cazărmi și spre capelă. În ziduri se făcuseră găuri pentru a le permite texanilor să tragă. Nereușind să ajungă la cazărmii, texanii de lângă zidul de vest s-au îndreptat spre râul San Antonio. Când a atacat cavaleria, texanii s-au adăpostit într-un șanț și au început să tragă de acolo. Sesma a fost obligat să trimită întăriri, iar texanii au fost în cele din urmă uciși. Sesma a raportat că această ciocnire a implicat 50 de texani, dar Edmondson crede că acest număr este exagerat.
Apărătorii din țarcul vitelor s-au retras în cel de cai. După ce și-au descărcat armele, micul grup de texani s-au luptat lângă zidul scund, au ocolit biserica și au alergat spre preria din est, care părea pustie. În timp ce cavaleria mexicană ataca grupul, Almaron Dickinson și artileriștii săi au întors un tun și au tras spre cavalerie, producând probabil pierderi. Cu toate acestea, toți texanii care fugeau au fost uciși.

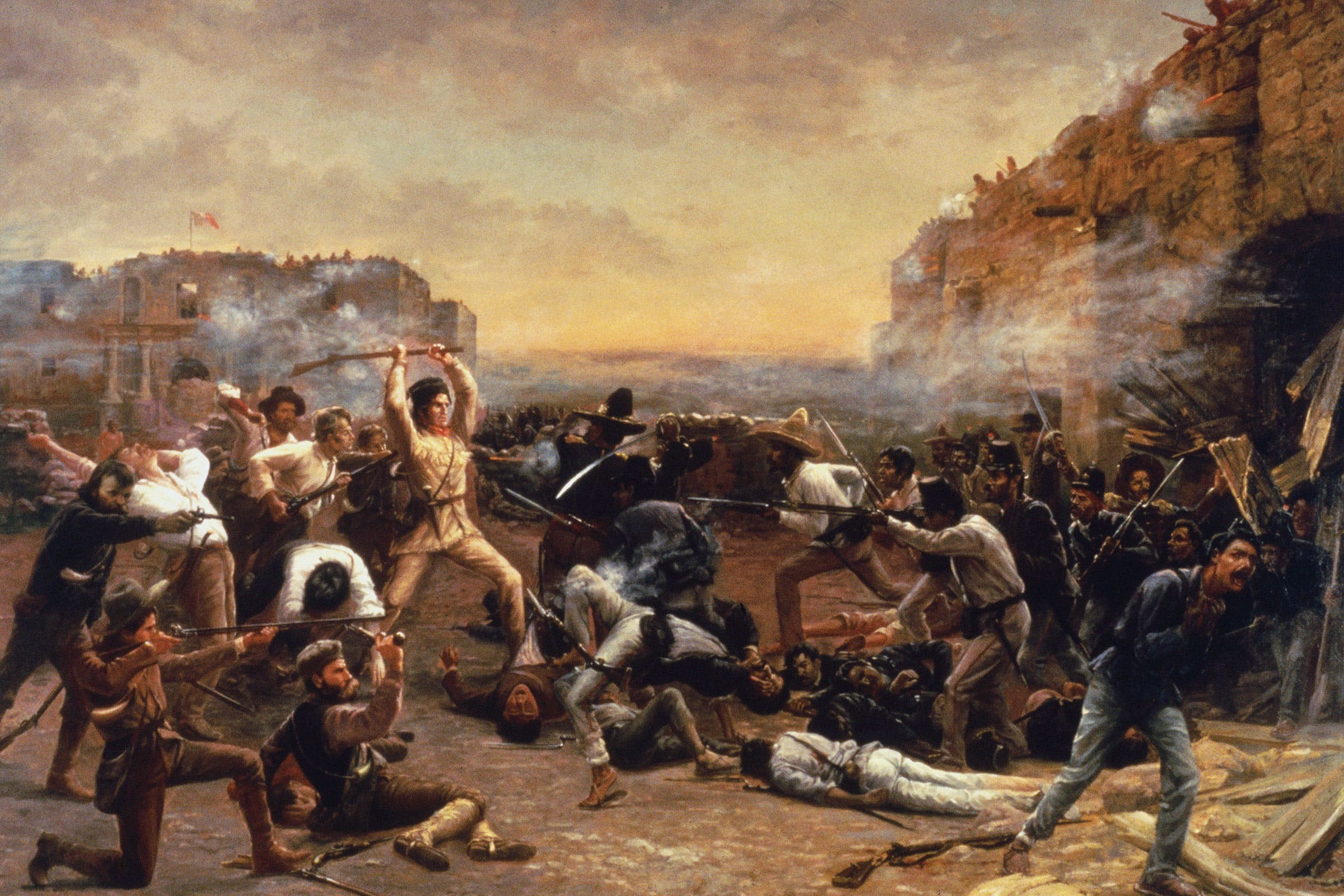
Căderea Alamoului (1903) de Robert Jenkins Onderdonk, îl prezintă pe Davy Crockett folosindu-și flinta drept bâtă împotriva soldaților mexicani care trecuseră de zidul misiunii.

Ultimul grup de texani care a mai rămas în afară a fost cel al lui Crockett, care apăra zidul scund din fața bisericii. Nereușind să mai încarce arma, ei și-au folosit flintele pe post de bâte și s-au luptat la cuțite. După o salvă de foc și un val de baionete mexicane, puținii texani rămași în acest grup s-au retras spre biserică. Armata mexicană controla acum toate zidurile exterioare și mare parte din interiorul curții misiunii Alamo (cu excepția bisericii și a camerelor de-a lungul zidului estic și al celui vestic). Soldații mexicani și-au îndreptat acum atenția spre drapelul texan ce flutura pe acoperișul unei clădiri. Patru mexicani au fost uciși înainte de a înălța drapelul Mexicului în acel loc.
Timp de o oră, armata mexicană a muncit să asigure controlul total al misiunii Alamo. Mulți dintre apărători se ascunseseră în cazărmile fortificate. În confuzia creată, texanii neglijaseră să-și neutralizeze tunul înainte de a se retrage. Soldații mexicani l-au capturat și l-au întors înspre cazarmă. După ce doborau câte o ușă, soldații mexicani trăgeau o salvă de muschete în întuneric, după care atacau în luptă corp la corp.
Prea bolnav să mai intre în luptă, Bowie a murit, probabil, în patul său. Martorii oculari ai bătăliei au dat relatări contradictorii cu privire la moartea sa. Unii au susținut că au văzut mai mulți soldați mexicani intrând în camera sa, înjunghiindu-l cu baioneta și scoțându-l viu de acolo. Alții susțin că Bowie s-a împușcat singur sau a fost ucis de soldați în timp ce nu putea nici să-și mai ridice capul. Istoricul Wallace Chariton spune că „cea mai populară, și probabil cea mai corectă” versiune este că Bowie a murit în patul său, „cu spatele la zid, folosindu-și pistoalele și celebrul său cuțit.”
Ultimii texani care au murit au fost cei 11 care luptau cu tunurile cu proiectile de 5 kg din capelă. O salvă a tunului de 8 kg a distrus baricadele din fața bisericii, și soldații mexicani au intrat în clădire după ce au tras o salvă de muschetă. Echipajul lui Dickinson a tras cu tunul din absidă spre soldații mexicani din ușă. Nemaiavând timp să reîncarce, texanii, inclusiv Dickinson, Gregorio Esparza și James Bonham⁠(d), au apucat puștile și au tras înainte de a fi uciși cu baionetele. Texanul Robert Evans, maestrul de muniție, avea misiunea de a-i împiedica pe mexicani să captureze praful de pușcă. Rănit, el s-a târât spre magazia cu praf de pușcă, dar a fost omorât de un glonte de muschetă cu torța la doar câțiva centimetri de pulbere. Dacă ar fi reușit, explozia ar fi distrus biserica și ar fi ucis femeile și copiii ce se ascundeau în sacristie.
Când soldații se apropiau de sacristie, unul dintre fiii texanului Anthony Wolf s-a ridicat să-și tragă o pătură peste umeri. Pq întuneric, soldații mexicani l-au confundat cu un adult și l-au omorât. Ultimul texan care a murit în luptă a fost probabil Jacob Walker, care a încercat să se ascundă după Susannah Dickinson⁠(d) și a fost înjunghiat cu baionetele în fața femeilor. Un alt texan, Brigido Guerrero, s-a refugiat și el în sacristie. Guerrero, dezertor din armata mexicană din decembrie 1835, a fost cruțat după ce i-a convins pe soldați că a fost luat prizonier de texani.
Pâna la 6:30 a.m. bătălia de la Alamo se terminase. Soldații mexicani au inspectat fiecare cadavru, ucigând cu baionetele pe oricine mai mișca. Chiar după moartea tuturor texanilor, soldații mexicani au continuat să tragă, unii omorându-se unii pe alții în confuzie. Generalii mexicani nu au putut opri măcelul și i-au cerut ajutorul lui Santa Anna. Deși generalul s-a arătat, violențele au continuat până când gorniștii au primit ordin să sune retragerea. Timp de 15 minute după aceea, soldații au continuat să tragă în cadavre.

## Urmări

### Victime

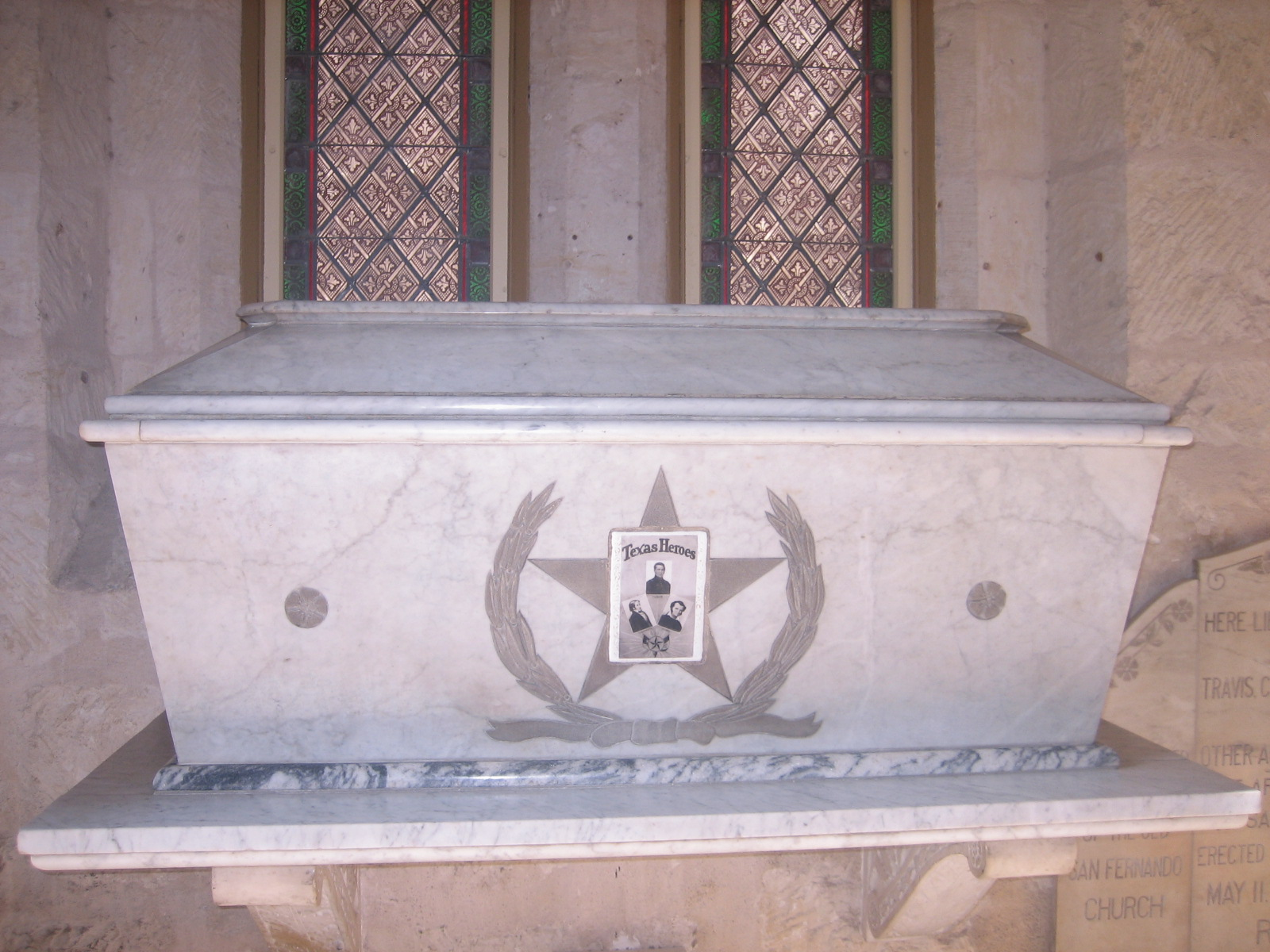
Un sicriu aflat în catedrala San Fernando despre care se spune că conține cenușa apărătorilor Alamoului. Istoricii cred că foarte probabil, însă, cenușa lor a fost îngropată lângă Alamo.

După mai multe relatări ale bătăliei, cinci–șapte texani s-au predat. Supărat că ordinul său fusese ignorat, Santa Anna a cerut execuția imediată a supraviețuitorilor. După câteva săptămâni, au apărut zvonuri că Crockett ar fi fost printre cei care s-au predat. Ben, un fost sclav american care gătea pentru unul dintre ofițerii lui Santa Anna, a susținut, însă, că trupul lui Crockett a fost găsit înconjurat de „nu mai puțin de șaisprezece cadavre de mexicani”. Istoricii nu au căzut de acord asupra circumstanțelor morții lui Crockett.
Santa Anna i-ar fi spus căpitanului Fernando Urizza că bătălia „n-a fost decât o chestiune minoră”. Un alt ofițer a remarcat că „încă o victorie ca asta și ajungem cu toții în mâinile diavolului”. În primul său raport, Santa Anna a susținut că au fost uciși 600 de texani, și doar 70 de soldați mexicani au murit și 300 au fost răniți. Ulterior, secretarul său, Ramón Martínez Caro, a repudiat acest raport. Alte estimări ale numărului de mexicani uciși sunt între 60 și 2.000, cu încă 250–300 de răniți. Istoricii care tratează bătălia de la Alamo estimează numărul victimelor mexicane la 400–600. Aceasta reprezintă aproximativ o treime din numărul mexicanilor implicați în asaltul final, Todish remarcând că este „o rată uriașă după orice standard”. Martorii oculari au numărat între 182–257 texani uciși. Unii istorici cred că cel puțin un texan, Henry Warnell, a reușit să scape din bătălie. Warnell a murit după câteva luni, din cauza rănilor suferite fie în cursul bătăliei finale, fie pe drum.
Soldații mexicani au fost înmormântați în cimitirul local, Campo Santo.  La scurt timp după bătălie, colonelul José Juan Sanchez Navarro a propus ridicarea unui monument în memoria soldaților mexicani căzuți. Cos a respins ideea.
Trupurile texanilor au fost adunate într-o grămadă și arse. Singura excepție a fost trupul lui Gregorio Esparza. Fratele său Francisco, ofițer în armata lui Santa Anna, a primit permisiunea de a-l înmormânta pe Gregorio. Cenușa lor a fost abandonată până în februarie 1837, când Juan Seguín⁠(d) s-a întors la Béxar să examineze rămășițele. Un sicriu simplu cu numele Travis, Crockett și Bowie a fost umplut cu cenușa de pe rugul funerar. Un articol publicat la 28 martie 1837 în Telegraph and Texas Register⁠(d), scrie că Seguín a îngropat sicriul sub un tufiș de piersici. Locul nu a fost marcat și nu mai poate fi identificat. Seguín a susținut ulterior, însă, că a pus sicriul în fața altarului din catedrala San Fernando. În iulie 1936 s-a descoperit un sicriu îngropat acolo, dar istoricul Wallace Chariton se îndoiește că el conține rămășițele apărătorilor Alamoului. În sicriu s-au găsit fragmente de uniformă, și s-a arătat că apărătorii Alamoului nu purtau uniforme.

### Supraviețuitori texani

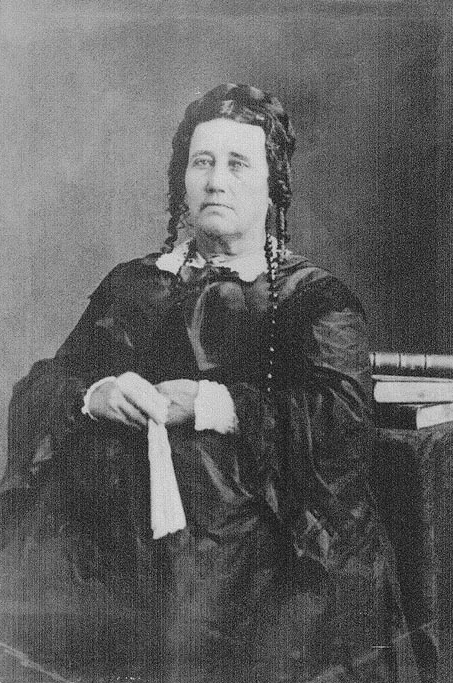
a supraviețuit bătăliei de la Alamo. Santa Anna a trimis-o să relateze bătălia coloniștilor din Texas.

Într-o tentativă de a convinge sclavii din Texas să susțină guvernul mexican în rebeliunea texană, Santa Anna l-a cruțat pe Joe, sclavul lui Travis. A doua zi după bătălie, el a intervievat fiecare necombatant în parte. Impresionat de Susanna Dickinson, Santa Anna s-a oferit să o adopte pe fiica ei nou-născută, Angelina, și să o educe în Ciudad de Mexico. Dickinson a refuzat oferta, care nu a fost făcută și Juanei Navarro Alsbury pentru fiul ei de aceeași vârstă. Fiecare femeie a primit o pătură și doi pesos de argint. Alsbury și celelalte femei Tejano au fost lăsate să se întoarcă la casele lor din Béxar; Dickinson, fiica ei și Joe au fost trimiși la Gonzales, împreună cu Ben. Ei au fost încurajați să povestească evenimentele, și să informeze restul forțelor texane că armata lui Santa Anna este invincibilă.

### Efectul asupra revoluției
În timpul asediului, delegați proaspăt alești în tot Texasul se întruneau la Convenția din 1836. La 2 martie, delegații au declarat independența Republicii Texas. După alte patru zile, aceștia au primit o misivă scrisă de Travis la 3 martie, în care erau avertizați de situația disperată a acestuia. Neștiind că Alamo deja căzuse, Robert Potter a cerut oprirea lucrărilor convenției și un marș imediat pentru despresurarea Alamoului. Sam Houston i-a convins pe delegați să rămână la Washington-on-the-Brazos⁠(d) pentru a redacta o constituție. După ce a fost numit unic comandant al tuturor trupelor texane, Houston a călătorit spre Gonzales pentru a prelua pe cei 400 de voluntari care încă îl așteptau pe Fannin să-i conducă spre Alamo.
La câteva ore după sosirea lui Houston la 11 martie, au sosit Andres Barcenas și Anselmo Bergaras cu vestea că Alamo a căzut și că toți texanii au fost uciși. În speranța de a împiedica panica, Houston i-a acuzat pe cei doi că sunt spioni inamici și i-a arestat. Aceștia au fost eliberați după câteva ore, când Susannah Dickinson și Joe au ajuns în Gonzales și au confirmat relatarea celor doi. Realizând că armata mexicană urma să se îndrepte spre așezările texanilor, Houston i-a sfătuit pe civilii din zonă să evacueze și a ordonat noii armate să se retragă. S-a declanșat un exod în masă, cunoscut sub numele de Runaway Scrape⁠(d), și majoritatea texanilor, inclusiv membrii guvernului, s-au refugiat spre est.
În ciuda pierderilor suferite la Alamo, armata mexicană din Texas era de șase ori mai numeroasă decât cea texană. Santa Anna credea că evidenta superioritate numerică și soarta texanilor de la Alamo aveau să descurajeze orice rezistență și că soldații texani vor părăsi rapid teritoriul. Vestea căderii Alamoului a avut, însă, efect total opus. Armata lui Houston s-a bucurat de aportul a numeroși noi voluntari. New York Post scria într-un editorial că „dacă [Santa Anna] i-ar fi tratat pe învinși cu moderație și generozitate, ar fi fost dificil, dacă nu imposibil, să se trezească acea simpatie generală pentru poporul din Texas, simpatie ce îndeamnă astăzi atâtea spirite aventuroase și înfocate să sară în ajutorul fraților lor”.
În dupăamiaza zilei de 21 aprilie, armata texană a atacat tabăra lui Santa Anna de lângă Lynchburg Ferry⁠(d). Armata mexicană a fost luată prin surprindere, iar bătălia de la San Jacinto s-a terminat după doar 18 minute. În timpul luptelor, numeroși soldați texani au strigat repetat: „Remember the Alamo!” („Amintiți-vă de Alamo!”). Santa Anna a căzut prizonier a doua zi, și se zice că i-ar fi spus lui Houston: „Cel ce l-a biruit pe Napoleonul Vestului se poate considera un om cu un destin deosebit. Acum, aceluia îi rămâne doar să fie generos cu cei învinși”, la care Houston ar fi răspuns: „Trebuia să-ți amintești asta la Alamo". Santa Anna a fost obligat să ordone trupelor sale să părăsească Texasul, punând capăt controlului mexican asupra provinciei și dând legitimitate noii republici.

## Istoriografia și impactul cultural
După bătălie, Santa Anna a fost văzut când ca erou național, când ca paria. Percepția mexicanilor asupra bătăliei oglindea punctul de vedere preponderent la momentul respectiv. Santa Anna a căzut în dizgrație după capturarea sa în bătălia de la San Jacinto și multe relatări mexicane ale bătăliei au fost scrise de persoane care erau sau deveniseră critici fățiși ai lui. Petite și mulți alți istorici consideră că unele din relatări, cum ar fi execuția lui Crockett, au fost inventate cu scopul de a-l discredita pe Santa Anna. În istoria mexicană, campania din Texas, inclusiv bătălia de la Alamo, a fost eclipsată de Războiul Americano-Mexican din 1846–48.

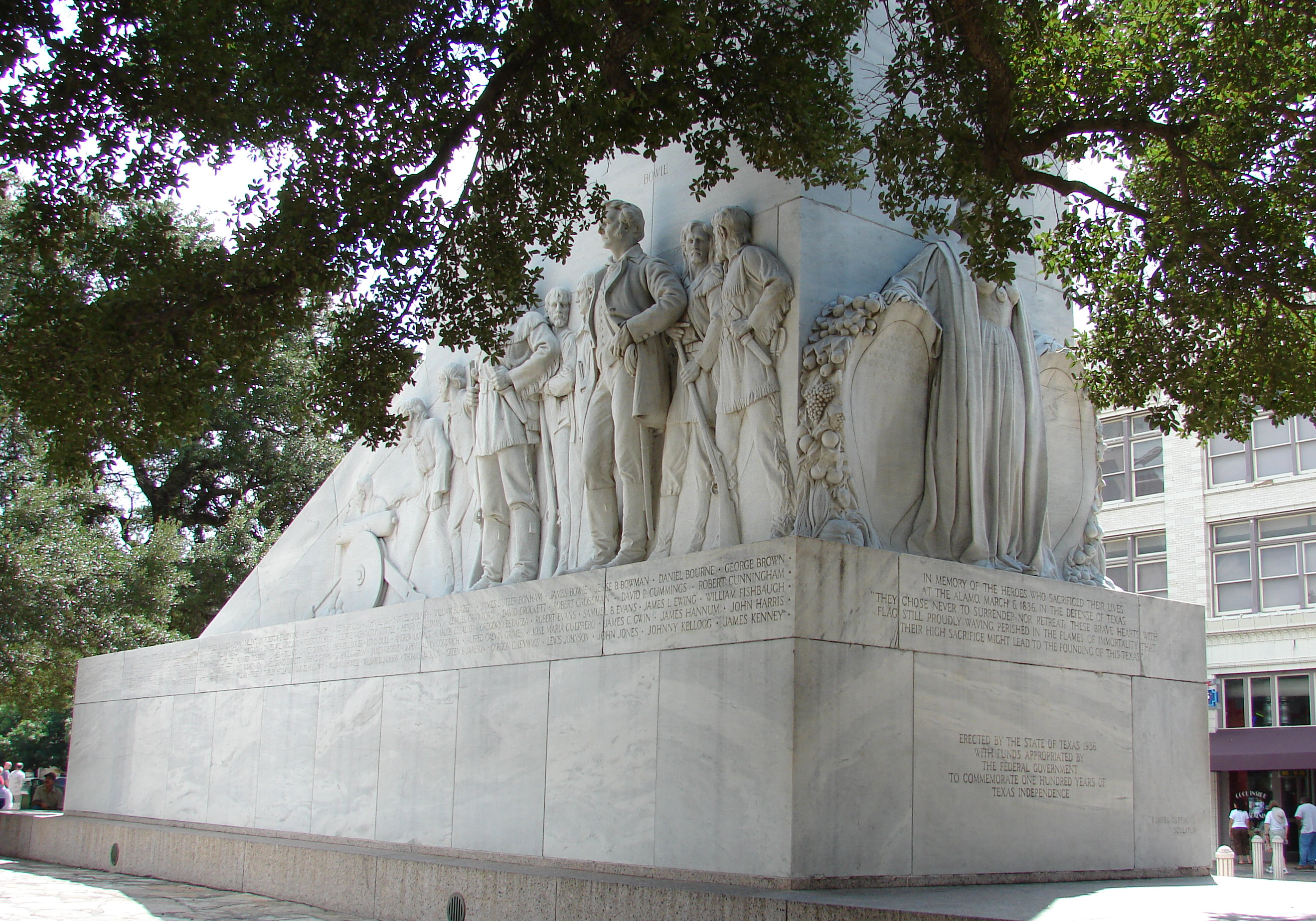
Monumentul apărătorilor Alamoului.

În San Antonio de Béxar, populația majoritar Tejano considera complexul Alamo ca mai mult decât doar locul bătăliei; pentru ei, el reprezenta decenii de ajutor—ca misiune, spital sau post militar. Pe măsură ce populația anglofonă a crescut, complexul a devenit cunoscut în primul rând pentru bătălie. Atenția s-a îndreptat în primul rând către apărătorii texani, accentul nefiind pus pe soldații Tejano din armata texană sau pe acțiunile armatei mexicane. La începutul secolului al XX-lea, legislativul Texasului a achiziționat terenul și a numit organizația Daughters of the Republic of Texas⁠(d) custode permanent al ceea ce astăzi este un monument național oficial. În fața bisericii, în centrul piațetei Alamo, se află un cenotaf, proiectat de Pompeo Coppini⁠(d), care comemorează texanii și tejanos care au murit în luptă. Bill Groneman, în lucrarea sa Battlefields of Texas (Câmpurile de bătălie ale Texasului), arată că Alamo a devenit „cel mai popular obiectiv turistic din Texas”.

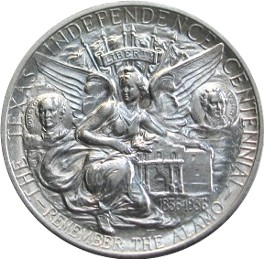
Monedă comemorativă, în cinstea a 100 de ani de la declararea independenței Texasului față de Mexic, cu fraza „Remember the Alamo” („Amintiți-vă de Alamo”).

Primele relatări în limba engleză au fost scrise și publicate de Texas Ranger⁠(d)ul și istoricul amator John Henry Brown⁠(d). Următoarea relatare detaliată a bătăliei a fost The Fall of the Alamo (Căderea Alamoului) de Reuben Potter, publicată în The Magazine of American History în 1878. Potter s-a bazat în lucrarea sa pe interviuri cu numeroși supraviețuitori mexicani ai bătăliei. Prima carte neficțională completă dedicată exclusiv bătăliei a fost The Alamo de John Myers Myers⁠(d), publicată în 1948. În deceniile ce au urmat, bătălia a fost tratată în multe alte lucrări de specialitate.
În Todish et al. scrie că „nu este loc de îndoială că mulți americani și-au format părerile despre ce s-a întâmplat la Alamo nu din cărți, ci din diversele filme despre bătălie.” Prima versiune cinematografică a bătăliei a apărut în 1911, când Gaston Melies⁠(d) a regizat The Immortal Alamo⁠(d) (Nemuritorul Alamo). Bătălia a devenit mai cunoscută după ce a fost prezentată în anii 1950 în miniserialul Disney Davy Crockett, bazat în principal pe acest mit. În câțiva ani, John Wayne a regizat și a jucat într-unul dintre cele mai celebre, dar relativ inexacte, versiuni cinematografice, The Alamo din 1960. În 2004, s-a lansat un alt film, numit tot The Alamo. CNN l-a descris ca fiind poate „cel mai centrat pe personaje dintre toate filmele pe acest subiect”. El este considerat a fi și cel mai fidel adevărului istoric dintre toate filmele artistice.
Mai mulți compozitori au fost și ei inspirați de bătălia de la Alamo. „The Ballad of Davy Crockett⁠(d)” de Tennessee Ernie Ford⁠(d) a stat 16 săptămâni în topul de muzică country, atingând locul 4 în 1955. Marty Robbins⁠(d) a înregistrat o versiune a cântecului „The Ballad of the Alamo” în 1960 care a stat și ea 13 săptămâni în topurile pop, atingând locul 34.